# أكسل بيرغ
أكسل بيرغ (بالألمانية: Axel Berg)‏ هو سياسي ألماني، ولد في 26 مارس 1959 في ألمانيا. حزبياً، نشط في الحزب الديمقراطي الاجتماعي الألماني. انتخب عضو في البوندستاغ الألماني خلال فترته النيابية ‏ (26 أكتوبر 1998 – 17 أكتوبر 2002).

## وصلات خارجية
- أكسل بيرغ على موقع IMDb (الإنجليزية)
- أكسل بيرغ على موقع ألو سيني (الفرنسية)
- أكسل بيرغ على موقع قاعدة بيانات الفيلم (الإنجليزية)
- أكسل بيرغ على موقع كينوبويسك (الروسية)

- الموقع الرسمي